# Paragerydus siporana
Paragerydus siporana är en fjärilsart som beskrevs av Riley 1945. Paragerydus siporana ingår i släktet Paragerydus och familjen juvelvingar. Inga underarter finns listade i Catalogue of Life.